# Esteve (poeta)
Esteve (en llatí Stephanus, en grec antic Στέφανος) fou un poeta còmic atenenc de la nova comèdia, probablement fill d'Antífanes, del qual va exhibir alguna de les seves obres. Al Suides s'assenyala que era fill d'Alexis, però això seria una confusió. Només resta un fragment, que menciona Ateneu, de l'obra Φιλολάκων en el qual es pretenia ridiculitzar les maneres espartanes. Fabricius l'inclou a la Bibliotheca Graeca.